# Randy Travis
Pour les articles homonymes, voir Travis.
Randy Travis est le nom de scène du chanteur de musique country américain Randy Bruce Traywick, né le 4 mai 1959 à Marshville en Caroline du Nord.
Randy Travis est un des piliers du renouveau de la musique country de la fin des années 1980 connus sous le nom de « nouveaux traditionalistes » (new traditionalists). Fidèle continuateur de George Jones, Lefty Frizzell ou Merle Haggard, la voix mâle, expressive et veloutée de Randy est au service de textes traitant de sujets contemporains.

## Biographie
Randy Bruce Traywick naît le 4 mai 1959 à Marshville en Caroline du Nord. Après de longues années difficiles passées à jouer dans de petits clubs de Charlotte, il gagne Nashville en 1982 et ouvre un cabaret, le Nashville Palace. Il fait la cuisine, dirige l'entreprise et joue tous les soirs pour un public qui ne cesse de s'étoffer au cours des mois. Il enregistre aussi un album auto-produit, Randy Ray Live, et réussit à attirer l'attention du label Warner en 1985, autant par sa musique que par son allure de séducteur ténébreux qui lui permettra d'ailleurs de figurer dans plusieurs films et téléfilms. Ses premiers 45-tours (On the Other Hand, 1982) sont des succès immédiats, tout comme ses premiers albums, Storms of Life (1986, Warner) et Always and Forever (1987, Warner).

## Discographie
Albums
- Storms of Life (1986)
- Always & Forever (1987)
- Old 8x10 (1988)
- An Old Time Christmas (1989)
- No Holdin' Back (1989)
- Heroes and Friends (1990)
- High Lonesome (1991)
- Randy Travis : Greatest Hits Album Volumes 1 & 2 (1992)
- Wind in the Wire (1993)
- This Is Me (1994)
- Full Circle (1996)
- You and You Alone (1998)
- A Man Ain't Made of Stone (1999)
- Inspirational Journey (2000)
- Randy Travis Live (2001)
- Randy Travis : Anthology (2002)
- Rise and Shine (2002)
- Worship & Faith (2003)
- Passing Through (2004)
- Glory Train (2005)

Musiques de film
- Are We In Trouble Now, musique du film La rumeur court...
- My Greatest Fear, Musique du film  Black dog

## Filmographie
- Annabelle : un amour de petite vache : Narrateur / Billy adulte
- Les Anges du bonheur : il incarne le personnage de Wayne dans la série
- Texas rangers : il incarne Frank Bones dans le film
- Black Dog de Kevin Hooks en 1998 : Earl, un chauffeur de trucks également compositeur de chansons
- Frank & Jesse (1994) : Cole Younger
- The White River Kid : le shérif Becker
- Benjamin Gates et le Livre des secrets, il chante pour le président des États-Unis
- Sabrina, l'apprentie sorcière : il apparaît dans l'épisode 3 de la saison 1 de la série
- L'invité de Noël avec Connie Sellecca
- Les Maçons du cœur (saison 2, épisode 8) : il participe à l'émission
- 2013 : Autant en emporte Noël (Christmas on the Bayou) (TV)

## Anecdote
Randy Travis possède une étoile à son nom sur le Hollywood Walk of Fame